# U2 3D
Pour plus de détails, voir Fiche technique et Distribution.
U2 3D est un film de concert en relief réalisé par Catherine Owens et Mark Pellington en 2007, mettant en scène le groupe de rock irlandais U2 alors en tournée en Amérique latine durant le Vertigo Tour en 2006.
Quatorze chansons sont présentées dans le film, y compris des chansons tirées du dernier album de l'époque, How to Dismantle an Atomic Bomb.

## Fiche technique
- Titre : U2 3D
- Réalisation : Catherine Owens, Mark Pellington
- Son : Robbie Adams
- Photographie : Peter Anderson et Tom Krueger
- Montage : Olivier Wicki
- Production : John Modell, Catherine Owens, Jon Shapiro et Peter Shapiro
- Société de production : 3ality Digital Entertainment
- Société de distribution : National Geographic Cinema Ventures (États-Unis)
- Pays de production :  États-Unis
- Genre : Film de concert
- Durée : 85 minutes
- Dates de sortie : 
  - France : 19 mai 2007 (festival de Cannes), 5 mars 2008
  - États-Unis : 23 janvier 2008